# 센비키촌 (기후현)
센비키촌(일본어: 千疋村)은 일본 기후현 야마가타군에 설치되었던 촌이다. 현재의 세키시 남서부에 해당한다.
촌의 동쪽에서 남쪽으로 나가라강, 서쪽에는 무기강이 흐르고 북부와 동부는 산으로 둘러싸여 있어 교통이 불편해 육지의 외딴섬이라 할 수 있는 촌이었다고 한다. 현재는 주택단지(오히라다이 등)가 개발되어 기후시의 베드타운이 되었다. 

## 역사
- 에도시대 말기, 이 지역은 천령이였으며, 오와리번의 영지였다.
- 1889년 7월 1일 - 정촌제 시행에 의해 센비키촌이 성립하였다.
- 1950년 8월 10일 - 무기군 세키정에 편입해, 동일 센비키촌은 폐지되었다.

## 참고 문헌
- 角川日本地名大辞典編纂委員会,『角川日本地名大辞典 21 岐阜県』1980, 角川書店